# Лайънъл Баримор
Лайънъл Хърбърт Блайт, известен под името Лайънъл Баримор (на английски: Lionel Barrymore) е американски сценичен, филмов и радио актьор, както и филмов режисьор. Той печели Оскар за най-добра мъжка роля за изпълнението си в „Свободна душа“ (1931 г.) и е известен на съвременната аудитория на първо място с ролята си на злодея г-н Потър през 1946 г. във филма на Франк Капра „Животът е прекрасен“.

## Биография
Актьорът от Бродуей Морис Баримор е негов баща, негова сестра е Етъл Баримор, Джон Баримор – по-малък брат, Даяна Баримор – племенница, Дрю Баримор – внучка на брат му Джон.
До 1907 г. Лайънъл участва в парижки ревюта и водевили, след това в течение на 17 години работи на Бродуей, а през 1924 г. се мести в Холивуд. На втората церемония на връчване на наградите „Оскар“ е номиниран за най-добър режисьор. Има звезда на Холивудската алея на славата.

## Избрана филмография
| Година | Филм                        | Оригинално заглавие        | Роля                  | Режисьор        |
| ------ | --------------------------- | -------------------------- | --------------------- | --------------- |
| 1931   | Мата Хари                   | Mata Hari                  | генерал Шубин         | Джордж Фицморис |
| 1932   | Гранд Хотел                 | Grand Hotel                | Ото Кринглейн         | Едмънд Гулдинг  |
| 1938   | Не можеш да го вземеш с теб | You Can't Take It With You | дядо Мартин Вандерхоф | Франк Капра     |
| 1946   | Животът е прекрасен         | It's a Wonderful Life      | Хенри Потър           | Франк Капра     |